# Mein Mann kann
Mein Mann kann (kurz MMK) ist eine Spielshow, die von 2010 bis 2013 und erneut seit 2022 auf dem Privatsender Sat.1 ausgestrahlt wird. Die erste Folge lief am 16. Juli 2010. Die Show wurde von 2010 bis 2012 von Britt Hagedorn und Harro Füllgrabe moderiert. 2013 übernahm Oliver Pocher zusammen mit Christine Theiss die Moderation. In jeder Folge treten vier, meist verheiratete Paare gegeneinander an, wobei das siegreiche Paar 50.000 Euro Preisgeld erhielt.
Im Juni 2022 kündigte Sat.1 mit Promi-Specials eine Neuauflage der Show an, vom 18. Juli bis zum 15. August 2022 jeweils montags um 20:15 Uhr ausgestrahlt wurde. Die Moderation übernahm Daniel Boschmann, Ron Ringguth kommentierte. Zwischen dem 24. Oktober 2022 und 10. März 2023 wurde montags bis freitags eine verkürzte Folge der Neuauflage im Vorabendprogramm, ebenfalls unter der Moderation von Daniel Boschmann, ausgestrahlt. Vom 3. Februar 2023 bis zum 19. Juli 2024 wurde jeweils freitags um 20:15 Uhr und um 22:20 Uhr eine neue Staffel mit Promi-Specials ausgestrahlt.

## Spielregeln
Bei der Show sitzen vier Frauen an einem Pokertisch und deren Ehemänner in Glaskabinen hinter ihnen, sodass keine Kommunikation zwischen den Eheleuten möglich ist. Den Frauen wird eine Aufgabe genannt. Sie müssen entscheiden, wie oft bzw. wie lang ihr Mann diese Aufgabe ausführen kann. In vielen Fällen wurde diese Aufgabe bereits von Harro Füllgrabe ausprobiert und die Frauen können sich an seinem erreichten Ergebnis orientieren. Die Männer bekommen mit, wie hoch die Frauen pokern, aber die Frauen wissen nicht, was ihre Männer hinter ihnen gestikulieren oder äußern. Die Frauen setzen nacheinander Chips und erhöhen somit ihren Einsatz und damit auch die Schwierigkeit der Aufgabe für ihre Männer. Die Frau, die das höchste Gebot abgegeben hat, verpflichtet ihren Ehemann zum Ausführen der Aufgabe. Besteht der Mann die Aufgabe, gewinnt dessen Frau alle eingesetzten Chips. Wenn er die Aufgabe nicht besteht oder diese nicht antritt, werden diese Chips stattdessen zu gleichen Teilen unter den anderen Frauen verteilt (mit Ausnahme der ersten Folge vom 16. Juli 2010, in der die Chips noch in den Pott wanderten). Nach der vierten und sechsten Spielrunde scheidet das Paar mit der geringsten Anzahl an Chips aus, sodass für das finale siebte Spiel nur noch zwei Paare übrig bleiben. Im Finale gehen beide Frauen 'all in' und der Pott steht stellvertretend für die Gewinnsumme von 50.000 Euro. Es werden neue Chips für das auspokern des letzten Spiels verwendet. Schafft der Mann der Höchstbietenden die Aufgabe, gewinnt das Paar das Geld, andernfalls geht das Geld an das zweite Paar im Finale.

## Sendetermine
- Staffel 1: 16. Juli 2010 bis 20. August 2010 (6 Folgen, wöchentlich)
- Staffel 2: 20. Mai 2011 bis 8. Juli 2011 (8 Folgen, wöchentlich)
- Staffel 3: 4. November 2011 bis 28. September 2012 (8 Folgen, wöchentlich)
- Staffel 4: 14. Juni 2013 bis 16. August 2013 (3 Folgen, wöchentlich)
- Staffel 5: 18. Juli 2022 bis 15. August 2022 (5 Folgen, wöchentlich)
- Staffel 6: 24. Oktober 2022 bis 10. März 2023 (täglich, werktags)
- Staffel 7: 3. Februar 2023 bis 3. März 2023 (5 Folgen, wöchentlich)

## Promispecials
Bei Mein Mann kann traten in einzelnen Folgen der Staffeln 2 und 3 nur prominente Paare an. Diese Folgen wurden als Promi-Specials bezeichnet. In den Staffeln 4, 5 und 7 traten in jeder Folge nur prominente Paare an.

### Staffel 2

#### 10. Juni 2011
- Claudia und Michael Wendler
- Kate Hall und Detlef D! Soost
- Indira Weis und Jay Khan
- Jana Ina und Giovanni Zarrella (Gewinner)

### Staffel 3

#### 4. November 2011
- Sıla Şahin und Jörn Schlönvoigt
- Verena Kerth und Martin Krug
- Christina Surer und Martin Tomczyk (Gewinner)
- Yasmina Filali und Thomas Helmer

#### 18. November 2011
- Bonnie Strange und Wilson Gonzalez Ochsenknecht
- Luzandra Straßburg und Roberto Blanco
- Joanna Tuczynska und Lothar Matthäus
- Stephanie Steward und Florian Simbeck (Gewinner)

#### 17. Februar 2012
- Susan Sideropoulos und Jakob Shtizberg
- Claudia und Stefan Effenberg
- Anni Friesinger-Postma und Ids Postma (Gewinner)
- Ramona und Jürgen Drews

#### 24. Februar 2012
- Natascha Ochsenknecht und Umut Kekilli
- Miyabi Kawai und Manuel Cortez
- Rebecca Mir und Sebastian Deyle (Gewinner)
- Bonnie Strange und Wilson Gonzalez Ochsenknecht

#### 14. September 2012
- Brigitte Nielsen und Matteo Dessi
- Sarah Engels und Pietro Lombardi
- Linda Bougheraba und Jay Khan (Gewinner)
- Jana Ina und Giovanni Zarrella

### Staffel 4

#### 14. Juni 2013
- Barbara Wussow und Albert Fortell
- Jeanette Biedermann und Jörg Weißelberg (Gewinner)
- Inge und Matthias Steiner
- Manu und Konny Reimann

#### 12. Juli 2013
- Alena Gerber und Sven Hannawald (Gewinner)
- Jana Kilka und Thore Schölermann
- Yasmina Filali und Thomas Helmer
- Jutta Speidel und Bruno Maccallini

#### 16. August 2013
- Ramona und Jürgen Drews
- Kim Debkowski und Rocco Stark (Gewinner)
- Tanja Szewczenko und Norman Jeschke
- Jackie Braun und Thomas Heinze

### Staffel 5

#### 18. Juli 2022
- Alexandra und Thorsten Legat
- Amira und Oliver Pocher
- Christiane Zimmermann und Niko Kappel (Gewinner)
- Claudia und Stefan Effenberg

#### 25. Juli 2022
- Barbara Wussow und Albert Fortell
- Christina Luft und Luca Hänni
- Anna Rossow und Dominik Stuckmann
- Ross Antony und Paul Reeves (Gewinner)

#### 1. August 2022
- Jana und Thore Schölermann
- Jochen Bendel und Matthias Bendel-Pridöhl (Gewinner)
- Doris Büld und Mario Basler
- Viktoria Feldbusch und Fabian Hambüchen

#### 8. August 2022
- Vera Int-Veen und Christiane „Obi“ Obermann
- Stefanie Sick und Antoine Monot, Jr.
- Dagi Bee und Eugen Kazakov
- Stefanie Hertel und Lanny Lanner (Gewinner)

#### 15. August 2022
- Silvia Wollny und Harald Elsenbast
- Giulia Siegel und Ludwig Heer
- Ramona Elsener und Joey Heindle
- Lisha und Lou Savage (Gewinner)

### Staffel 7

#### 3. Februar 2023 (Eltern-Kind-Spezial)
- Janine Kunze und Tochter Lili Budach
- Mariella Ahrens und Tochter Isabella von Faber-Castell
- Thorsten Legat und Sohn Leon Legat
- Tina Ruland und Sohn Jahvis Ruland (Gewinner)

#### 10. Februar 2023
- Anna Kraft und Wolff-Christoph Fuss
- Kate Hall und Detlef Soost
- Janni und Peer Kusmagk
- Vera Int-Veen und Christiane „Obi“ Obermann (Gewinner)

#### 17. Februar 2023
- Claudia Obert und Max Suhr
- Walentina Doronina und Can Kaplan (Gewinner)
- Kader Loth und Ismet Atli
- Elena Miras und Leandro Teixeira

#### 24. Februar 2023
- Tanja Szewczenko und Norman Jeschke
- Simone Thomalla und Nicolino Hermano
- Jessica Ginkel und Daniel Fehlow (Gewinner)
- Sarah Bora und Eko Fresh

#### 3. März 2023 (Geschwister-Spezial)
- Valentina Pahde und Cheyenne Pahde
- Andreas Ehrlich und Chris Ehrlich (Gewinner)
- Dagi Bee und Lena Marie Ochmanczyk
- Heiko Lochmann und Roman Lochmann

#### 12. Juli 2024
- Susan Sideropoulos und Jakob Shtizberg
- Ulrike von der Groeben und Alexander von der Groeben
- Lars Steinhöfel und Dominik Schmitt (Gewinner)
- Sarah Wellbrock und Florian Wellbrock

#### 19. Juli 2024
- Judith Williams und Alexander-Klaus Stecher
- Renata Lusin und Valentin Lusin  (Gewinner)
- Saskia Gaebel und Tom Gaebel
- Melissa Hannawald und Sven Hannawald

## Weiterverwertung des Konzepts der Sendung
Das Konzept der Serie wurde an ausländische Fernsehsender verkauft, beispielsweise an den Free-TV-Sender Jiangsu TV in China, wo die Adaption der Show bereits erfolgreich läuft, sowie an VT4 in Belgien, SBS 6 in den Niederlanden, ITV im Vereinigten Königreich, SBS Dänemark, HTV7 Vietnam, LNK TV Litauen, TV2 Ungarn und Skai TV in Griechenland.
Ab April 2016 sendete Sat.1 die Sendung neu verpackt als Ran an den Mann immer freitags um 20:15 Uhr. Moderiert wurde die Sendung von Annemarie und Wayne Carpendale. Außerdem wurde das Design und das Bühnenbild verändert, so saßen die Männer in Zellen aus Gitterstäben, die Frauen saßen eine Ebene darüber, sodass sich Frauen und Männer außerhalb der Spiele nicht mehr sehen konnten.

## Zwischenfall
In der Folge vom 21. September 2012 kam es im Finale zu einem Zwischenfall, als ein Kandidat für den Sieg offenbar sein Leben riskierte. Die beiden Finalkandidaten mussten in einem Glaskasten um die Wette tauchen. Sieger sollte sein, wer am längsten die Luft anhalten kann. Nach Aussagen eines Zuschauers begann einer der Kandidaten im zweiten Durchgang auf einmal zu zucken. Sein Kontrahent gab im dritten Durchgang nach zwei Minuten auf. Der erste Kandidat dagegen sank plötzlich herab und trieb im Wasser, bis er dann von mehreren Menschen aus dem Wasser geholt wurde. Er musste von einem Rettungssanitäter aus dem Publikum wiederbelebt werden. Der Kandidat erklärte zwar, schnell wieder fit gewesen zu sein, trotzdem wurden die dramatischen Szenen in der Ausstrahlung nicht gezeigt.

## Kritiken
- Laut Rupert Sommer von der Süddeutschen Zeitung erweckt die Sendung beim Zuschauer den Eindruck, „als wären Parodie-Experten von Switch am Werk gewesen“. Ferner kanzelt Sommer die Sendung als „Sat.1-Spielshow-Martyrium“ ab.[11]
- Joachim Hirzel vom Focus schreibt, dass die „Show der Welt nun wirklich nicht gefehlt“ habe.[12]